# Hydraena breviceps
Hydraena breviceps (лат.) — вид жуков-водобродок рода Hydraena из подсемейства Hydraeninae. Назван breviceps в связи с притуплённым передним краем головы.

## Распространение
Встречаются на Мадагаскаре.

## Описание
Водобродки мелкого размера (около 2 мм), удлинённой формы. Дорзум темно-коричневый, лоб темнее; ноги коричневые; нижнечелюстные щупики светло-коричневые до буроватых, дистальная ½ последнего пальпомера не темнее. Лоб и переднеспинка густо крупнопунктированы. Клипеус мелко умеренно редко пунктирован; вогнут латерально, апикальный край широко глубоко выгнут. Пунктуры переднеспинки немного крупнее, чем на голове, каждая пунктировка с короткой лежачей щетинкой. По габитусу сходен с H. genuvela и H. fortipes. Переднеспинка немного менее поперечная, чем у этих видов, а наличник более отчётливо выемчатый по переднему краю. Эдеагус, однако, заметно отличается от сравниваемых видов, будучи намного меньше и не имея чрезвычайно удлиненной дистальной трубки. Взрослые жуки, предположительно, как и близкие виды, растительноядные, личинки плотоядные.

## Классификация
Вид был впервые описан в 2017 году американским энтомологом Philip Don Perkins (Department of Entomology, Museum of Comparative Zoology, Гарвардский университет, Кембридж, США) по типовым материалам с острова Мадагаскар. Включён в состав подрода Micromadraena вместе с видами H. parvipalpis, H. fortipes, H. genuvela, H. serripennis и H. rubridentata.